# Yokosuka R2Y
Lo Yokosuka R2Y Keiun (景雲? "nuvola meravigliosa") era un monomotore da ricognizione d'alta quota ad ala bassa sviluppato dall'ufficio di progettazione giapponese Kūgishō, il Primo arsenale tecnico aeronavale di Yokosuka nei primi anni quaranta e rimasto allo stadio di prototipo.
Destinato alla Dai-Nippon Teikoku Kaigun Kōkū Hombu, la componente aerea della Marina imperiale giapponese, non riuscì ad essere avviato alla produzione in serie per il termine della seconda guerra mondiale.

## Storia del progetto
Verso la metà degli anni quaranta la Marina Imperiale giapponese, a seguito dell'insuccesso del R1Y incapace di rispettare le specifiche richieste, emise una nuova specifica (18-Si) per un nuovo modello di aereo da ricognizione destinato a rilevare le forze statunitensi sul Pacifico con l'intenzione di ribaltare le sorti della guerra aeronavale. Interpellato l'ufficio tecnico dell'arsenale navale di Yokosuka il gruppo di lavoro decise di basare il disegno del nuovo velivolo su un progetto pre-bellico tedesco, l'innovativo Heinkel He 119 che non riuscendo a superare le diffidenze del Reichsluftfahrtministerium (RLM) rimanendo allo stadio di prototipo venne inviato in due esemplari, i prototipi He 119 V7 e V8, in Giappone per essere valutato dal personale militare.
L'impostazione generale quindi riprendeva, nella collocazione del motore posto centralmente e collegato all'elica tramite un lungo albero di trasmissione, quella del modello al quale si ispirava, soluzione tecnica che nelle intenzioni dei progettisti avrebbe migliorato l'equilibrio complessivo del velivolo data la sua vicinanza al baricentro. Diversa invece la cabina di pilotaggio, che abbandonava la posizione dei membri dell'equipaggio nel naso finestrato per una soluzione più classica, il tipo dell'ala, non più a gabbiano, e del carrello d'atterraggio, un triciclo anteriore in sostituzione del biciclo più ruotino di coda, con un'impostazione simile a quella adottata dal Messerschmitt Me 509. La propulsione era affidata ad un motore Aichi Ha-70, un 24 cilindri a doppia V rovesciata raffreddato a liquido capace di erogare una potenza pari a 3 400 CV (2 500 kW) caratterizzato dall'architettura simile al tedesco Daimler-Benz DB 606 ed ottenuto dall'accoppiamento degli organi interni di due Aichi Atsuta, abbinato ad un'elica a sei pale.
Completato nell'aprile del 1945, il prototipo ebbe un travagliato sviluppo a causa della difficoltà di messa a punto dell'unità motrice, ancora alle prime fasi di sperimentazione.
Riuscì a staccarsi da terra per la prima volta il successivo 8 maggio per un breve volo di prova dal campo d'aviazione di Kisarazu. I problemi tecnici erano già un ostacolo sufficiente al suo successivo sviluppo che tuttavia si arrestò definitivamente a causa del bombardamento  degli stabilimenti nel corso dei raid aerei dell'USAAF dove rimase distrutto qualche giorno più tardi del volo inaugurale. Le sorti avverse al Giappone nel corso delle fasi finali del conflitto e che determinarono la sua resa impedirono la ripresa del programma.
Venne anche pianificata una variante equipaggiata con una coppia di motori turbogetto Ishikawajima Ne-330, identificata come R2Y2 Keiun-Kai e destinata al ruolo di bombardiere leggero ma il prototipo, pur se iniziato, non venne mai completato.

## Versioni
R2Y1 Keiun
versione ricognitore realizzata in un solo prototipo.
R2Y2 Keiun-Kai
versione bombardiere veloce bimotore a getto prevista ma rimasta allo stadio progettuale.

## Utilizzatori
Giappone
- Dai-Nippon Teikoku Kaigun Kōkū Hombu

un esemplare formalmente inquadrato nell'aviazione della Marina Imperiale ma mai assegnato ad alcun reparto operativo.